# کوربولیخا
کوربولیخا (به لاتین: Korbolikha) یک منطقهٔ مسکونی در روسیه است که در سرزمین آلتای واقع شده‌است.